# Friedrich Ernst Ludwig von Fischer
Friedrich Ernst Ludwig von Fischer (Fedor Bogdanovic), född 20 februari 1782 i Halberstadt, död 17 juni 1854 i Sankt Petersburg, var en tysk biolog, som under större delen av sitt vuxna liv verkade i Ryssland.

## Verksamhet
- 1804 medicine doktor i Halle på avhandlingen Specimen de vegetabilium imprimis felicum propagatione.
- 1806 rekryterades han av hertig Aleksej Razumovskij till dennes botaniska trädgård i Gorenki i närheten av Moskva. von Fischers ledde verksamheten fram till 1822.
- 1812 adjungerad professor i botanik vid Moskvauniversitetet
- 1815 korresponderande ledamot i Kungliga Vetenskapsakademien, befordrad till utländsk ledamot 1841
- 1819 korresponderande ledamot i kejserliga vetenskapsakademien i Sankt Petersburg
- 1823 utsågs han av Alexander I till föreståndare för kejserliga botaniska trädgården i Sankt Petersburg, en befattning som han upprätthöll till 1850. Genom åren blev den trädgården vida berömd i Europa, och många biologer hämtade prover därifrån till sina samlingar.
- 1837 invald till ledamot av Tyska vetenskapsakademin (Leopoldina)

von Fischer gjorde många forskningsresor i åtskilliga länder, men på senare tid gav han mest uppdrag åt andra för exkursioner, varpå han på hemmaplan analyserade och beskrev det insamlade material de utsända hemfört.

## Publikationer
- Plantes recueillies pendant le voyage des Russes autour du monde, Tübingen, 1810
- Descriptiones plantarum rariorum Sibiriae, latinska och franska utgåvor, 1812
- Catalogue du Jardin des plantes,  växterna i botaniska trädgården i Gorenki, 1808 – 1812
- Beitrag zur botanischen Systematik, die Existenz der Monocotyledoneen und dem Polycotyledoneen betreffend, 1812
- Zygophyllaceae, 1833
- Enumeratio plantarum novarum a Cl. Schrenk lectarum, tillsammans med Carl Anton von Meyer, 1841–1842
- Sertum petropolitanum Seu Icones El Descriptiones Plantarum Quæ Horto Botanico …, tillsammans med Carl Anton von Meyer, 1846–1852
- Synopsis Astragalorum tragacantharum, latinska och franska utgåvor, Bulletin de la Société impériale des naturalistes de Moscou, 1853, band 26, häfte 4, sidorna 346–486, 1853

## Eponym
(Apiaceae) Fischera (Sw.) Spreng.

## Auktorsnamn
Auktorsnamnet Fisch. kan användas för Friedrich Ernst Ludwig von Fischer i samband med ett vetenskapligt namn inom botaniken; se Wikipediaartiklar som länkar till auktorsnamnet.